# Lisa the Skeptic
Lisa the Skeptic (Lisa, la escéptica en España y La escéptica Lisa en Hispanoamérica) es el octavo episodio de la novena temporada de Los Simpson, estrenado originalmente el 23 de noviembre de 1997. En una excavación arqueológica de su clase, Lisa descubre un esqueleto con la forma de un ángel. Todos en la ciudad creen que el esqueleto es de hecho un ángel con la excepción de Lisa, quien es escéptica e intenta persuadirlos de que debe haber una explicación racional y científica. El escritor del episodio, David S. Cohen, se inspiró luego de visitar el Museo Americano de Historia Natural y decidió usar temas libremente homólogos a aquellos del Juicio de Scopes. El episodio recibió análisis positivos.
Se ha discutido este capítulo en el contexto de la realidad virtual, la ontología, el existencialismo y el escepticismo. También  ha sido utilizado en clases de educación cristiana para iniciar discusiones sobre ángeles, escepticismo, ciencia y religión.

## Sinopsis
Todo comienza cuando la familia va a la estación de policía porque Homer recibió un boleto premiado para la rifa de una lancha, a pesar de las suspicacias de Marge y Bart (y que resultó ser una trampa intencional por parte de los policías para obligarlo a pagar multas atrasadas). Después de este incidente, pasan por un lugar en donde están construyendo un centro comercial. Lisa se queja diciendo que en ese sitio se habían encontrado huesos de dinosaurios, y que, por lo tanto, no deberían permitirse construcciones de ningún tipo. Cuando les expresa sus quejas a los encargados de la construcción, ellos, después de debatirlo un poco, acceden a que Lisa realice una excavación.
Junto a sus compañeros de la escuela, pasan todo el día buscando huesos, como pago por parte de las autoridades de la escuela debido a una ocasión anterior en que Lisa no los demandó por un escorpión en su sopa. Cuando, ya estando a punto de irse y ante la falta de entusiasmo del resto de sus maestros y compañeros, Lisa encuentra un esqueleto humano muy extraño, que parecía tener alas. Los habitantes de Springfield fueron al lugar a ver la excavación. Al ver el esqueleto alado, Ned afirma que era el de un ángel. Homer, al ver que era Lisa quien hecho el hallazgo, se lleva el esqueleto a su casa y lo exhibe en su garaje, cobrando entrada para verlo al ver lo interesados que estaban los demás ante la novedad.
Lisa está completamente convencida de que debe haber un error, ya que según ella, los ángeles no existen. Todo el pueblo empieza a odiarla por su escepticismo. Lisa le lleva una muestra de los huesos al paleontólogo Stephen Jay Gould para que los analizara, pero al día siguiente él le dice que los análisis no son concluyentes. Aun así, Lisa da su propia opinión al respecto en el programa de análisis de Kent Brockman.
Lisa expresa su malestar a su madre, pero Marge le comenta que ella sí cree en los ángeles, provocando una discusión entre ellas, expresando sus opiniones sobre la espiritualidad. 
La mayoría de los ciudadanos de Springfield quedan muy molestos con los comentarios de Lisa y deciden destruir museos, observatorios, laboratorios o cualquier otra cosa relacionada con la ciencia. Al enterarse de todo eso, Lisa decide destruir el esqueleto, pero el ángel desaparece de la cochera de los Simpson. Cuando la familia nota su desaparición, la gente de Springfield llega para reclamar la tenencia del ángel. Al ver que ya no estaba, creen que Lisa lo ha destruido.
Cuando Lisa está siendo juzgada en una corte, que quedaba al lado de una colina, Lenny ve que el ángel está en la cima. Toda la gente va hacia él. Mientras tanto, el juez declara a Lisa inocente y emite una orden de restricción, decretando que la religión no puede acercarse a menos de cien metros de la ciencia. 
Al llegar a la cima de la colina, todos ven que el ángel tenía un mensaje grabado: "El fin llegará al atardecer". Todos comienzan a asustarse, suponiendo que el mensaje era una advertencia sobre el fin de los tiempos; pero Lisa sigue convencida de que no es real. Cuando se pone el sol, todos ven que el mundo no se había acabado. Apenas habían empezado a relajarse y Lisa empezado a hacerles ver su error, una voz los interrumpe. Parecía que realmente el ángel estaba hablando y les anunciaba que llegaría el fin... ¡el fin de los precios altos!
Todos quedan sorprendidos y descubren que la voz del ángel la hacía el dueño del nuevo centro comercial, dándose cuenta también de que lo de "el fin está cerca" era sólo una campaña publicitaria.
Lisa se da cuenta de que el esqueleto era falso y que también lo habían enterrado a propósito para que ella lo encontrara. Después de regañar al dueño del centro comercial y al mercadólogo por haberse aprovechado de la fe de la gente para tener éxito garantizado con su proyecto, pide que se haga algo al respecto; pero nadie la toma en cuenta y se van corriendo al nuevo centro comercial. 
Lisa le pregunta al paleontólogo por qué sus pruebas no mostraron que el ángel era falso, pero este le confiesa que nunca hizo las pruebas, yéndose también. 
Marge y Lisa se quedan solas. Marge le recuerda a Lisa que cuando el ángel habló, le apretó muy fuerte la mano. Por unos momentos Lisa trata de darle una respuesta; pero al no tener una, le agradece a Marge por también haberle sujetado su mano y las dos se van a casa, reconciliadas.

## Producción

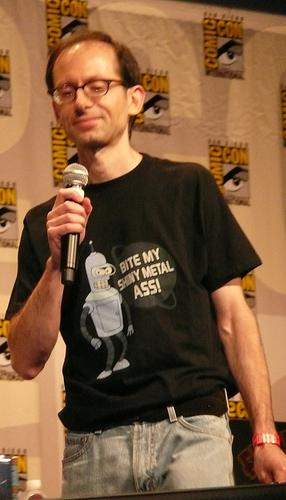
David S. Cohen escribió el episodio después de visitar el Museo Americano de Historia Natural.

"Lisa the Skeptic" fue escrito por David S. Cohen, y dirigido por Neil Affleck. Cohen se inspiró para escribir el episodio después de una visita al Museo Americano de Historia Natural, ubicado en Manhattan, en donde decidió convertir la visita en un "viaje de negocios", para pensar en un episodio cuyo argumento tenga alguna conexión con el museo. Al principio, quería que Lisa encontrase al esqueleto del "eslabón perdido". El escritor George Meyer, sin embargo, lo convenció de cambiar el argumento del episodio, haciendo que Lisa encontrara un esqueleto de un ángel, pero manteniendo la temática de "ciencia contra religión". Cohen y Meyer partieron de la idea de que hallar un esqueleto de un ángel sería improbable, ya que los ángeles serían inmortales, pero decidieron seguir su idea de todas formas.
En un guion previo, el esqueleto iba a estar hecho de pasta para galletas, cocinadas en el centro comercial. Cohen había escrito inicialmente la parte de Stephen Jay Gould haciéndolo ser un científico genérico, sin sospechar que podrían conseguir al verdadero Gould para grabar su voz. La única frase que Gould se negó a decir del guion era una en la que lo presentaban como "el paleontólogo más brillante del mundo". Su línea final original iba a ser, realmente: "No hice las pruebas. Tenía trabajos más importantes que hacer", pero fue cortada, ya que los escritores decidieron darle una línea final más corta. Además, pensaron que era un poco malvado. En una versión previa del episodio, Marge iba a pedirle disculpas a Lisa por no haberla apoyado, haciendo que el final del episodio le dé la razón a Lisa sobre que la ciencia tiene, a veces, la respuesta correcta.

## Temática
El escritor Joley Wood comparó "Lisa the Skeptic" con la realidad alternativa, basándose en el programa Lost, y comparando la fantasía con las percepciones normales de la realidad. Dan O'Brien citó el episodio en una discusión sobre ontología, escepticismo y fe religiosa, en su libro Una Introducción a la Teoría del Conocimiento. O'Brien deja decidir al lector si Lisa estaba o no justificada en su escepticismo. En The Simpsons and Philosophy: The D'oh! of Homer, "Lisa the Skeptic" es citado como un ejemplo de por qué Lisa es catalogada en la serie como una nerd. El libro también citó el episodio, notando que Lisa no es infalible, ya que cuando el ángel habló, al final del episodio, se asustó como todos los demás. La frustración de Lisa con la campaña publicitaria utilizada por el centro comercial aparece en el libro de Turner Planeta Simpson: Como una Obra de Arte de las Caricaturas Define a Una Generación, junto a otros ejemplos de sus conflictos con las empresas que surgen durante la serie. Al igual que O'Brien, Turner también analizó el episodio en el contexto de las dudas de Lisa acerca del existencialismo, la autoestima y el consumo. En el libro La Psicología de Los Simpson: D'oh!, los autores discuten el nivel de ira al que llega Lisa con el correr del episodio, notando que en este caso particular, su ira le da el coraje que necesita para enfrentar la injusticia social, y para mantener limpia su mente ante las críticas. Mark Demming, de All Movie Guide notó que Lisa decidió creer siguiendo la lógica, mientras que su madre Marge creyó en la fe y la religión.
El libro de Parvin, The Gospel According to the Simpsons: Leader's Guide for Group Study es una guía creada por un grupo de estudio, la cual salió a la venta junto con el libro de Pinsky The Gospel According to the Simpsons. En la sección en que se debate sobre "Lisa the Skeptic," se define a alguien "escéptico" como: "una persona que duda, cuestiona o está en desacuerdo con ideas que son aceptadas por los demás". El grupo debate el episodio en el contexto del escepticismo relacionándolo con otros hechos sobrenaturales, como los ovnis, el Monstruo del Lago Ness, el Abominable Hombre de las Nieves, el Triángulo de las Bermudas, la Atlántida, las experiencias cercanas a la muerte, la reencarnación, los médiums, los psíquicos y los adivinos. En el libro de Pinsky, se recalca que Lisa había enfrentado la difícil tarea de pronunciarse en contra de la religión y de la fe ciega, y que, además, había tratado de reconciliar a la ciencia con su propio sistema de fe.

## Recepción

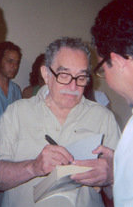
Gabriel García Márquez.